# Cameron Ivory
Pour les articles homonymes, voir Ivory.
Cameron Ivory (né le 26 avril 1992 à Newcastle) est un coureur cycliste australien, pratiquant trois disciplines différentes : le cyclisme sur route, le VTT et le cyclo-cross. 

## Palmarès en VTT

### Championnats d'Océanie
- Rotorua 2012
  -  Médaillé d'argent du cross-country espoirs
- Methven 2014
  -  Médaillé d'argent du cross-country espoirs
- Toowoomba 2015
  -  Médaillé de bronze du cross-country
- Toowoomba 2017
  -  Médaillé d'argent du cross-country
- Dunedin 2018
  -  Médaillé de bronze du cross-country
- Bright 2019
  -  Médaillé de bronze du cross-country
- Dunedin 2020
  -  Médaillé d'argent du cross-country
- Brisbane 2022
  -  Médaillé de bronze du cross-country

### Championnats nationaux
| - 2010 - 3e du championnat d'Australie de cross-country juniors - 2013 - 3e du championnat d'Australie de cross-country espoirs - 2014 - Champion d'Australie de cross-country espoirs - 3e du championnat d'Australie de cross-country - 2015 - 3e du championnat d'Australie de cross-country eliminator - 2016 - 2e du championnat d'Australie de cross-country - 2017 - 2e du championnat d'Australie de cross-country - 2018 - Champion d'Australie de cross-country - Champion d'Australie de cross-country marathon | - 2019 - 2e du championnat d'Australie de cross-country - 2020 - 2e du championnat d'Australie de cross-country - 2021 - 3e du championnat d'Australie de cross-country - 2022 - 3e du championnat d'Australie de cross-country - 2023 - 2e du championnat d'Australie de cross-country short track - 3e du championnat d'Australie de cross-country - 2024 - Champion d'Australie de cross-country |  |

## Palmarès sur route

### Par année
| - 2012 - 5e étape du Tour de Nouvelle-Calédonie - 2017 - Prologue du Tour de Tasmanie - 2018 - 7e étape du Tour of America's Dairyland - Intelligentsia Cup : - Classement général - 3e, 8e et 10e étapes - Launceston Cycling Classic - Prologue et 4e étape du Tour de Tasmanie | - 2019 - Prologue du Tour de Tasmanie - Launceston Cycling Classic - 2022 - Champion d'Australie du critérium - Prologue du Tour de Tasmanie |  |

### Classements mondiaux
| Année                                 | 2019  | 2020 | 2021 | 2022  | 2023  | 2024  |
| ------------------------------------- | ----- | ---- | ---- | ----- | ----- | ----- |
| Classement mondial                    | 2660e | nc   | nc   | 2511e | 1236e | 2781e |
| UCI Oceania Tour                      | 132e  | nc   | nc   | 117e  | 68e   | nc    |
|                                       |       |      |      |       |       |       |
| Légende : nc = non classéSource : UCI |       |      |      |       |       |       |

## Palmarès en cyclo-cross
- 2013-2014
  -  Champion d'Australie de cyclo-cross espoirs